# Aotus miconax
Aotus miconax is een zoogdier uit de familie van de nachtaapjes (Aotidae). De wetenschappelijke naam van de soort werd voor het eerst geldig gepubliceerd door Oldfield Thomas in 1927.

## Voorkomen
De soort komt voor in Peru.